# Знайомтесь: Дейв
«Знайомтесь: Дейв» (англ. Meet Dave) — американський художній фільм, фантастична кінокомедія. Вийшла у прокат 10 липня 2008.

## Сюжет
На Землю прибуває чужопланетний космічний корабель. Його екіпаж – сотня крихітних чоловічків, а сам корабель – точна копія свого капітана, тільки зростом зі звичайного землянина. Дейв, а саме так звуть цю людину-корабель, поводиться за нашими мірками досить дивно. Потрапляючи в безліч курйозних ситуацій, він поступово освоюється та навіть закохується у земну жінку. Проте це почуття зовсім не входить у плани чужопланетян – пасажирів Дейва. Адже в них складна й важлива місія – вони шукають можливість урятувати свою рідну планету.

## У ролях
| Актор          | Роль                               |
| -------------- | ---------------------------------- |
| Едді Мерфі     | Дейв Мінґ Ченґ / Капітан (номер 1) |
| Елізабет Бенкс | Джина Моррісон                     |
| Ед Гелмс       | номер 2                            |
| Ґабріель Юніон | номер 3                            |
| Марк Блукас    | Марк Роудс                         |
| Скотт Каан     | офіцер Дулі                        |
| Кевін Гарт     | номер 17                           |
| Пет Кілбейн    | номер 4                            |

## Інформація про дубляж
Ролі дублювали: Юрій Ребрик, Катерина Сергеєва, Наталя Ярошенко, Андрій Вільколик, Юрій Горбунов, Сергій Солопай, Дмитро Вікулов, Валентин Пархоменко, Андрій Твердак, Борис Георгієвський та ін.
Фільм дубльовано компанією «Невафільм Україна» у 2008 році.
- Режисер дубляжу: Олег Головко
- Переклад: Тетяни Коробкової
- Звукорежисер: Фелікс Трескунов

## Реліз
- Українська прем'єра фільму відбулася 10 липня 2008 року.
- Вихід у широкий прокат у США відбувся 10 липня 2008 року.

## Цікаві факти
- Спочатку замовником стрічки була кінокомпанія Paramount Pictures, проте у 2006 році проєкт перейшов під егіду 20th Century Fox.
- Режисер Пітер Сіґал випав із проєкту через перенесення зйомок і його змінив Браян Роббінс.
- Аж до етапу післязйомкової підготовки фільм називався «Зореліт Дейв» (англ. Starship Dave).